# Hannele Pokka

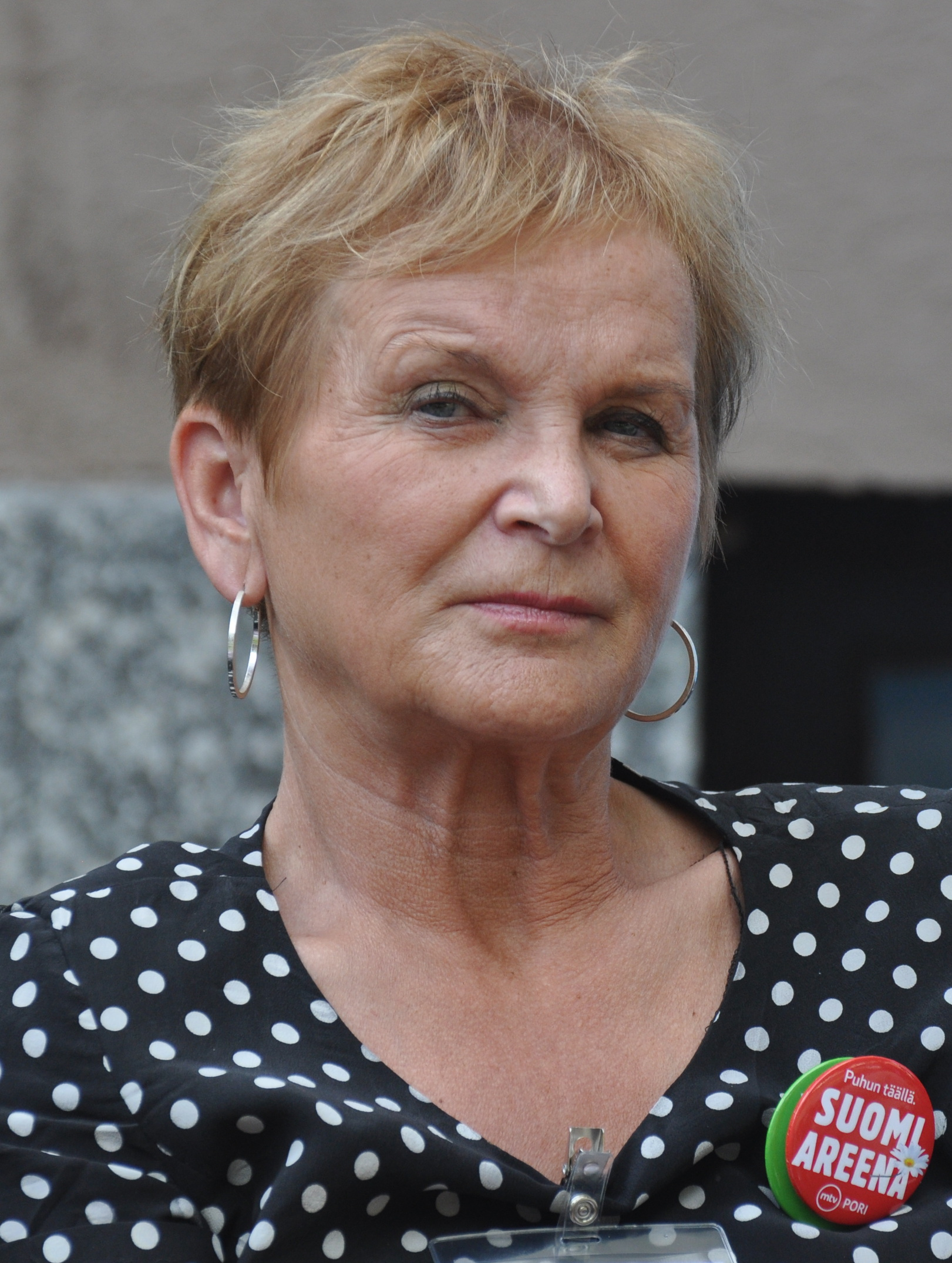
Hannele Pokka

Pirkko Hannele Pokka (* 25. Februar 1952 in Ruovesi) ist eine finnische Politikerin und Autorin. Sie ist Mitglied der Zentrumspartei.
Pokka wuchs in Lappland auf. Sie studierte Jura, erhielt 1975 den Bachelorgrad, 1978 das Lizenziat und wurde 1991 von der Universität Helsinki mit der Arbeit  Die Systeme der Nachaufsicht beim Gewässerbau promoviert. Von 1976 bis 1979 war sie als Juristin für den finnischen Bauernverband MTK tätig.
Pokka begann ihre politische Laufbahn in der Hochschulpolitik und gehörte in den 1970er- und 1980er-Jahren der Stadtverordnetenversammlung von Rovaniemi und der Versammlung der regionalen Planungsbehörde von Lappland an. Pokka vertrat von 1979 bis 1994 als Abgeordnete der Zentrumspartei den Wahlkreis Lappland im finnischen Parlament. Von 1986 bis 1994 war sie stellvertretende Vorsitzende der Zentrumspartei. Im Kabinett Aho war sie im Mai 1991 kurzzeitig Ministerin im Ministerium für Soziales und Gesundheit sowie von 1991 bis 1994 Justizministerin. Pokka legte ihr Amt vor Ende der Legislaturperiode nieder und wurde von 1994 bis 2008 Gouverneurin der Provinz Lappland. Seit 2008 ist Pokka permanente Sekretärin im Umweltministerium. 1995 wurde sie Dozentin für Umweltrecht an der Universität Lappland.
Pokka ist Autorin von neun Büchern, darunter Erzählungen und Romane mit Motiven ihrer Heimat Lappland und einem Band mit Memoiren.